# أحمد باشا المنكلي
الفريق أحمد باشا المنكلي هو واحد من أشهر القادة العسكريين المصريين في القرن التاسع عشر. اشترك في حرب سورية وحرب القرم.

## تاريخه العسكري
اشترك المنكلي في حرب سورية مع إبراهيم باشا الكبير بن محمد علي باشا، وعندما أخلت الجيوش المصرية الشام، انقسم الجيش إلى ثلاث فرق، تولى قيادة إحداها إبراهيم باشا الكبير والثانية سليمان باشا الفرنساوي والثالثة أحمد باشا المنكلي، وسلكت كل واحدة من هذه الفرق الثلاث طريقًا غير الذي سلكته الأخرى.
في حرب القرم، حل أحمد باشا المنكلي محل الفريق سليم باشا فتحي في قيادة الجيوش المصرية في القرم، بعد أن لقي الأخير حتفه في معركة إيفباتوريا، وظل المنكلي في منصبه هذا حتى اضطره المرض إلى أن يطلب من والي مصر سعيد باشا الإذن بالرجوع إلى مصر، فأجابه الوالي إلى طلبه في 15 محرم 1272، الموافق 27 سبتمبر 1855، وعين محله اللواء إسماعيل باشا أبو جبل.

## مناصبه السياسية
تولى المنكلي وظيفة ناظر الجهادية عدة مرات.
تولي ولايه السودان سنه 1844 حتي 1845 

## ذريته
تزوج ابنه جلال باشا من الأميرة زبيدة ابنة محمد علي باشا الصغير، ابن محمد علي باشا الكبير، ورُزق منها بابنيه علي باشا جلال ومحيي الدين جلال بك.